# 加多宝
加多宝，是加多宝集團的涼茶品牌。加多宝集團是一家以香港為基地的飲料生產及銷售企業，主要產品為紅色罐裝加多寶涼茶和「昆仑山雪山礦泉水」。該集團先後在廣東東莞、浙江紹興、福建石獅、北京、青海、浙江杭州、湖北武漢等地設廠，並有多處原材料生產基地。加多寶涼茶行銷中國國內、東南亞和歐美國家。

## 歷史

### 「清涼茶」品牌時期
加多宝集團的創辦者陳鴻道出生於廣東東莞，早年从事批发生意，後到香港寻求发展，创立了鸿道集团。1990年，陳鴻道前往位於香港的王老吉「百年祖鋪」洽談秘方和商標使用事宜，與王老吉传人王健仪达成合作协议，王老吉（国际）有限公司授权鸿道集团使用王老吉凉茶的秘方与商标生产饮料。
1992年，陈鸿道开始在广东东莞设厂生产凉茶并在大陆销售。但由于早在大陆商标法正式实施的1983年，广药集团前身羊城制药厂就已注册了「王老吉」商标生产药品，所以陈鸿道生产的凉茶在大陸只能以“清凉茶”命名。

### 「王老吉」品牌時期

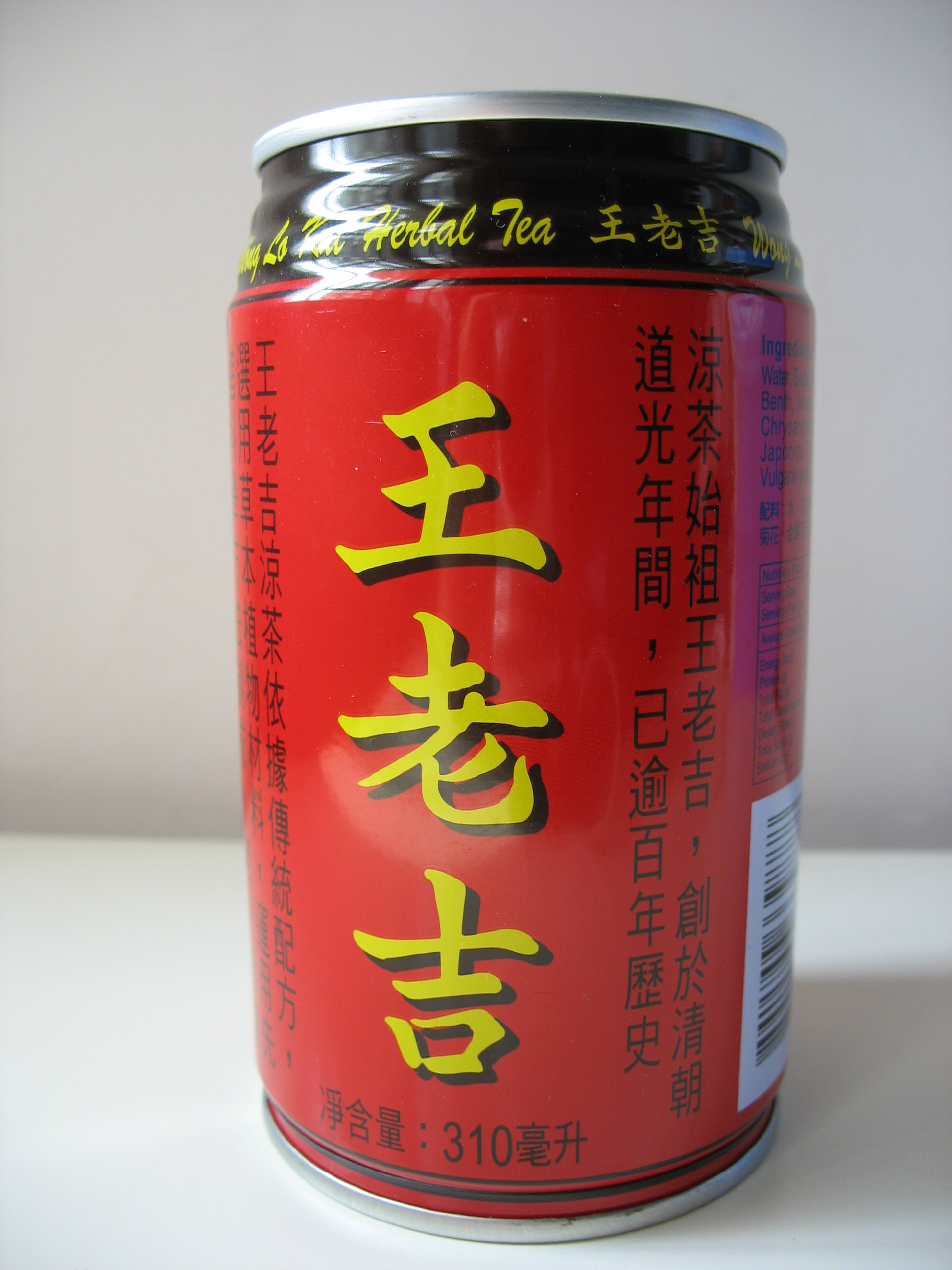
香港售鴻道集團旗下加多宝生產的310ml红色罐装产品，使用“王老吉”商标，英文是“Wong Lo Kat”（約1995至2012年。）

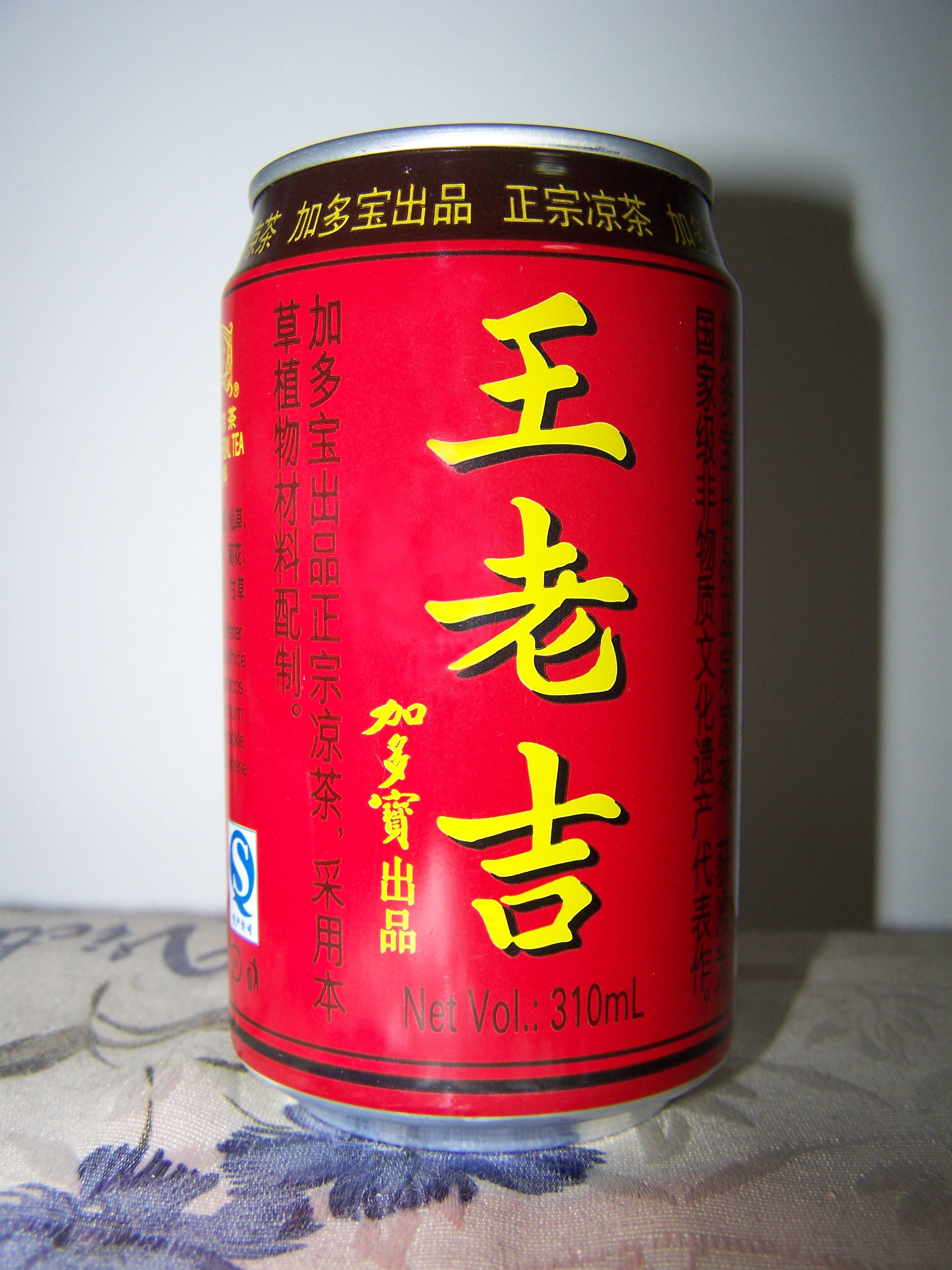
大陆售加多宝生产的310ml红色罐装产品，印着“加多寶王老吉出品”，英文是“Wong Lo Kat”（2011年至2012年5月）

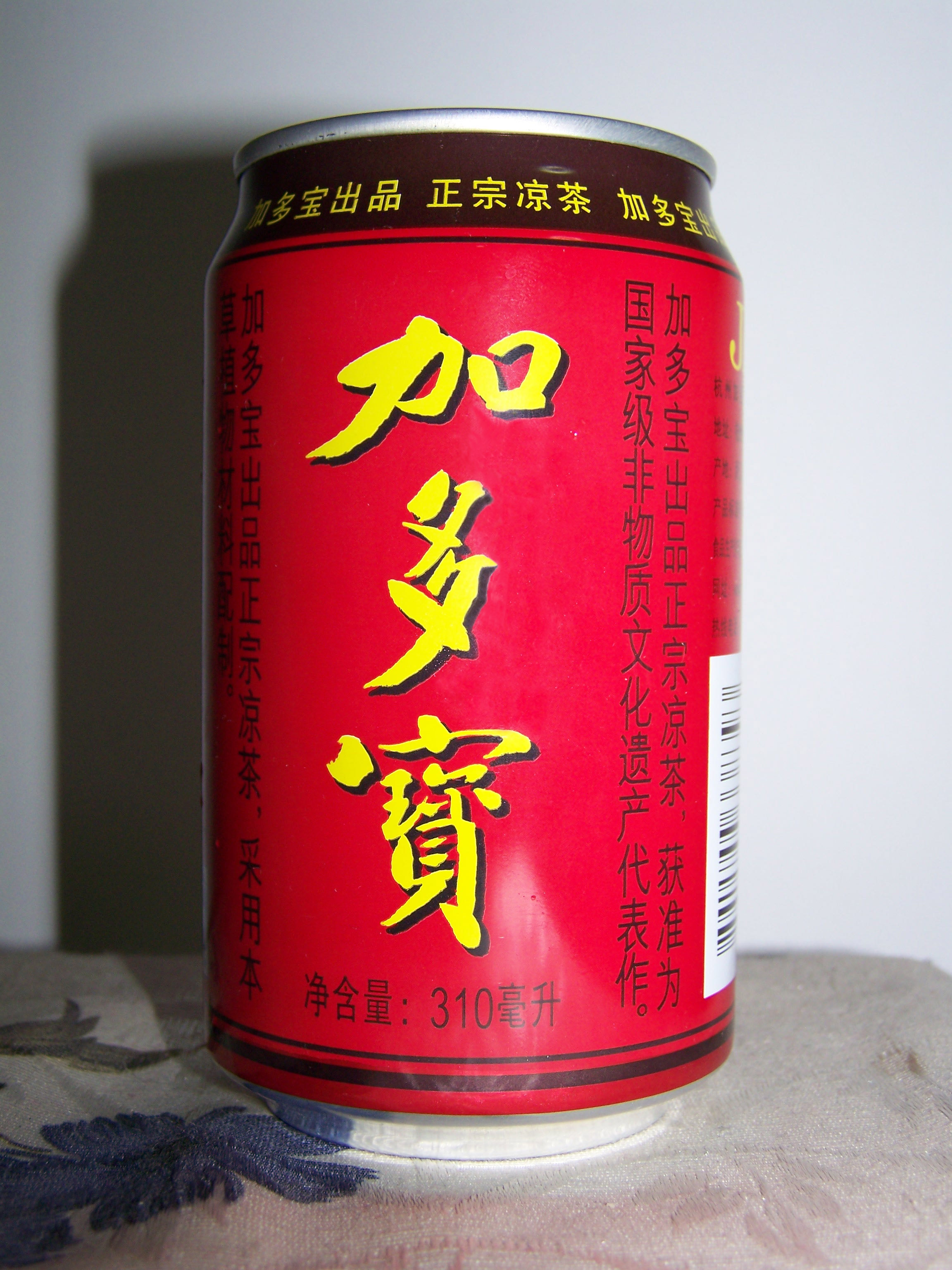
大陆售加多宝生产的310ml红色罐装产品，已改名为“加多宝”（2012年5月至今）

1994年，陈鸿道找到广药集团要求许可使用王老吉商标。1995年3月，双方签订了第一份商标许可合約。香港和大陆两支“王老吉”通过鸿道集团，在分割80余年后第一次建立起联系，三方达成“瓜分”市场的协议：广州羊城药业股份有限公司王老吉食品饮料分公司与香港鸿道集团有限公司正式签订了商标许可使用合約，批准鸿道集團子公司加多宝在大陆使用“王老吉”商标生产销售红色纸包装及红色易拉罐装凉茶饮料权，由香港王老吉後人王健儀提供配方。根据双方合約，广药集团许可鸿道集团从即日起到2003年1月期间使用王老吉商标，双方不得使用对方产品的任何包装装潢。鸿道集团第一年向广药集团交付商标使用费60万元，以后每年递增20%。因商标关系，香港王老吉後人持有的香港王老吉（國際）有限公司產品也不能在内地销售。而在当时，羊城药业从未生产过红罐包装的王老吉。广药自己在後来则生产绿色利乐包装的王老吉，以示区别。自此，鸿道集团旗下的广东东莞加多宝饮料有限公司开始生产红罐王老吉，并扩展至整个内地。
1997年2月13日，双方重新签订协议，鸿道集团1997年支付商标使用费200万元，1998年起每年支付250万元。2000年双方再次签署合約，规定鸿道集团使用“王老吉”商标权利有效期至2010年5月2日截止。2002和2003年，鸿道和广药又签署了两份补充协议，将租赁期限分别延长至2013和2020年。
2002年11月，广药亦从王健仪手中获得10年的王老吉“海外商标使用权”。2004年3月4日羊城藥業更名為「廣州王老吉藥業股份有限公司」。同年8月，邀王健仪入股，双方各占48%的股份，与廣州醫藥并列为第一大股东，合作期至2014年结束。然而，王健仪曾对外宣称，广药违背了将商标拥有权转移至王老吉药业的承诺。2011年初，广药宣布由王老吉药业代售白云山制药生产的“白云山凉茶”，并将该产品整合入王老吉销售渠道，激怒王健仪。王在3月首次公开表示支持加多宝，肯定其对王老吉品牌的贡献。
2005年，广药集团总经理李益民因受贿而入狱，他于两次补充协议签订前收受了鴻道集團总裁陳鴻道总共300万港币的贿赂。
鸿道旗下加多宝公司使用“怕上火，喝王老吉”的广告语，对王老吉在大陆的推广做出了很大贡献。加多宝在2003年投入1亿多元广告後，红罐王老吉销量突然激增，年销售额增长近400%，从1亿多元猛增至6亿元人民币，2004年则突破10亿元，同年广药的绿盒装销售额仅为8000万元。在红罐拉动之下，2007年绿盒王老吉销售额达到7.1亿（此时已为合资公司）。2008年，红罐装销售突破100亿元。2002至2009连续8年间，王老吉凉茶的年均增长率达到96%。2007年至2009年，红罐王老吉连续三年在中国大陆罐装饮料市场销量第一。到2010年王老吉销售额增加到150亿元，几乎是2002年的十倍。随着红罐王老吉年销量跳跃式增长，广州王老吉药业自产的绿盒王老吉借着加多宝重金铺就的美誉和渠道轻松取得市场份额。2011年绿盒王老吉的销售额已接近20亿元。
王老吉的品牌，在2006年的「中华老字号品牌價值百強榜」中排行第五，品牌價值達22.44億元人民幣。同年，包括王老吉在内的18個涼茶品牌被列為國家級非物質文化遺產。
2008年汶川大地震后，加多宝捐款1亿元。2009年2月18日，加多宝的王老吉成为2010年广州亚运会的高级合作伙伴，知情人士估计赞助费至少达2亿元人民币。
2011年4月11日，加多宝集团在北京发布声明称广药集团（非广州王老吉药业）并没有取得王老吉粥类产品的商标许可。由于其外形为红色包装，与红罐王老吉包装相似。加多宝认为，广药集团授权广粮集团生产王老吉固元粥、王老吉莲子绿豆爽等产品的举措是侵权了其包装及装潢权。加多宝也谴责广药集团借王老吉商标跨越饮料行业甚至是跨越食品行业进行盲目多元化发展，是不符合百年沉淀的王老吉专注凉茶生产的品牌内涵，也背离了国家对非物质文化遗产整体性保护的权威性指导。广药也向中国国际经济贸易仲裁委员会提出关于“王老吉”商标的仲裁申请，主张2002和2003年的补充协议因当事人行贿受贿而无效。2011年12月，该案进入仲裁程序。2012年5月9日，仲裁委员会发出仲裁结果，认为两份补充协议均无效，之前有效的合約于2010年5月2日过期，因而鴻道旗下加多宝公司在此日期后已无权使用“王老吉”商标。加多宝则声称有协议指双方到2013年才到期。

### 「加多寶」品牌時期
自2011年起，加多宝公司出品的红罐已逐步改名，2011年至2012年5月的红罐产品印着“加多寶出品王老吉”，2012年5月之后其红罐产品以“加多寶”为名。加多宝公司还在各种广告中中宣传“全国销量领先的红罐凉茶已改名加多宝”，“不再使用过去十七年沿用的商标”，“还是原来的配方还是熟悉的味道”。
2012年5月，广药集团成立全资子公司广州王老吉大健康产业公司。商标争议的仲裁结果出来几天之后，广药通过广州王老吉大健康产业有限公司（非绿盒王老吉药业）也发布了他们自己的红罐王老吉，装潢几乎完全沿用加多宝时期的包装风格，例如写上“凉茶始祖王老吉”，字体和原来加多宝使用多年的几乎一样。电视广告语也使用加多宝之前广泛宣传的“怕上火，喝王老吉”。在平面广告上也使用了加多宝时期的风格，并宣传“红罐王老吉从未更名”，“任何宣传红罐更名均属虚假信息”。因生产线不足，广药的红罐已授权实达轩（佛山）饮料有限公司、广西宏邦食品有限公司、珠海市西部天元食品公司、深圳市深晖企业有限公司等四家企业代工生产，并声称不排除授权更多企业代工的可能性。
2012年1至4月，加多宝一共向电视、报刊、户外等媒体投放了11.74亿元人民币的广告，同比增长了52.6%，而广药的广告投放仅为700万元。
起初，由於廣藥生產的王老吉並無於港澳、台灣及海外地區出售，因此這些地區銷售的鴻道產品仍然沿用王老吉商標。直到 2013 年初，香港及台灣銷售的王老吉亦相繼改名加多寶。而海外（例如馬來西亞）生產的王老吉則繼續沿用王老吉商標，英文稱為 Wong Lo Kat Herbal Drink。
2006年，广东省食品（饮食）文化遗产工作组领导小组向王老吉药业股份有限公司颁发证书，称“根据广东省食品文化遗产凉茶秘方、专用术语及品牌拥有企业的历史资料、传承谱系、后发优势及保护发展措施，由广东省文化厅、香港特别行政区民政事务局、澳门特别行政区文化局共同申报并经国务院批准公布凉茶为国家级非物质文化遗产代表作，你单位拥有国家级非物质文化遗产代表作凉茶10、11、12、13、14、15号秘方及专用术语。”2007年，广药王老吉又获得凉茶102号秘方及专用术语。
但有报道指，1956年当局以高压的环境下强迫王恆輝後人上交了秘方。但时至今日，在秘方的真伪上，广药毫无话语能力，而王家在大陆一脉王恒辉的后人则对于秘方之争有着决定性的作用。他们可以宣布当年上交的配方为伪，合法地阻击广药的贪婪，逼出虽已迟到、但却真实的赎买，还自己一个公道。在2012年5月加多宝举行的新闻发布会上，王恆裕的香港傳人王健仪首次以加多宝集团名誉董事长身份登台声援加多宝，声明：“王氏家族独有的王老吉正宗凉茶祖传秘方已经独家传授给加多宝集团，加多宝生产的凉茶是受我独家授权配方的，过去是，现在是，未来还是”。
2013年1月31日，广州市中级人民法院裁定，加多宝立即停止使用“王老吉改名为加多宝”、“全国销量领先的红罐凉茶改名为加多宝”或与之意思相同、相近似的广告语进行广告宣传的行为，因为法院认为这可能存在“虚假宣传”。2013年2月4日，加多宝在其微博上连发四条主题为“对不起”的自嘲系列文案，并在上面配以幼儿哭泣的图片，引发上万网友转发，被称为“对不起体”。当天傍晚，王老吉也发出样式相同的“没关系”的回应，事后王老吉澄清并不是其所为，而是网友恶搞。之后，“对不起体”红遍网络，其中，网友“哇-林芬”代可口可乐以相同形式恶搞了“都怪我”系列，而网友“鞋骨”则代百事可乐做了“少得意”系列。与前两个并齐。一位接近本次事件的人士日前称：“广告图中哭泣的小宝宝让很多网友对加多宝的遭遇倍感同情。”加多宝方面或希望用网络营销为自己达到“未赢官司，先赢民心”的效果。
2013年12月20日，广州市中级人民法院对该案进行一审宣判，判令加多宝公司立即停止使用上述广告语，赔偿广药集团经济损失等1081万余元，并在媒体上道歉。而加多宝公司则当庭表示将发起上诉。
2015年4月20日，加多宝宣布将市面上销售的凉茶包装由红色包装更换为金色包装。
2017年10月31日中糧包裝向清遠加多寶草本植物科技注資20億人民幣，從而持有30.58%股份，成為加多寶第二大股東，此外，王老吉公司亦將向清遠加多寶草本增資30億元，佔該公司45.87%股份；現有股東智首於增資後，於清遠加多寶草本持股降至23.55%。完成增資後，清遠加多寶草本註冊資本由4000萬美元增至近1.7億美元。
2018年6月15日，加多宝宣布红罐加多宝重新上市销售，届时红罐版加多宝、金罐版加多宝将同步在市场销售。2018年8月27日，中弘股份发布公告披露《关于签署债务重组及经营托管协议的公告》，称加多宝参与到其债务重组计划。但是8月28日，加多宝通过官网宣布否认签署。8月30日，媒体调查发现加多宝在香港注册处信息显示已经解散，而其咨询和活动均为总裁李春林。深圳证券交易所因此向中弘控股发关注函，要求解释加多宝情况。
2023年7月10日，加多宝收到广东省高级人民法院关于广药集团与加多宝商标权纠纷案的一审判决。该一审判决认定六家加多宝公司共同侵权，判决六家加多宝公司赔偿3.17亿元。加多宝发布声明称，对此判决结果表示遗憾，并将立即向最高人民法院提起上诉。

## 成份与口味
加多宝的主要成份表与王老吉基本相同，但偏清甜味，藥味少：水、白砂糖、仙草、雞蛋花、布渣葉、菊花、金銀花、夏枯草、甘草。

## 争议营销事件
2015年，加多宝在网络营销中与网络大V作业本营销炒作，涉事双方恶炒邱少云为“单面烧烤”，遭到网友质疑和不满。后在公众的质疑下，加多宝方面表示歉意，但辩称自己被竞争对手恶意攻击诋毁，在互联网上一片斥责加多宝侮辱先烈搞营销的声音中，南都周刊则在官方微博上支持加多宝，称“一场正能量，够大气，又温暖的营销，点个赞”。但事后仍有网友对加多宝的道歉不予认可和接受，而《北大商业评论》杂志更是发起“替加多宝写道歉信”活动对加多宝加以讽刺。
事发后的2015年6月30日，邱少华（邱少云的弟弟）向北京市大兴区人民法院提起诉讼，要求判令孙杰（微博“作业本”）和加多宝公司立即停止侵害、消除影响、赔礼道歉，并赔偿原告精神损失费人民币1元，大兴法院于2016年7月15日公开开庭审理了此案。2016年9月20日， 北京市大兴区人民法院就邱少华诉孙杰和加多宝公司一般人格权纠纷案一审公开宣判，判决二被告于判决生效之日起三日内公开发布赔礼道歉公告，且连续刊登五日，要求向原告邱少华赔礼道歉，消除影响；二被告连带赔偿原告邱少华精神损害抚慰金1元人民币，于判决生效后三日内履行。法院认为孙杰发表的言论是对邱少云的人格贬损和侮辱，而加多宝公司的言论及互动在网络平台上迅速传播，遭到了广大网友的谴责，产生了较大负面影响，再次给邱少云的家属造成了精神损害。同日，微博“作业本”发微博发布道歉文章，称接受法院判决，并向邱少云亲属致歉，而加多宝方面对于判决并没有做出任何回应。

### 腳註
1. ↑  .   [2015-01-15]. （原始内容存档于2015-02-05）.
2. 1 2  李静. . 新京报、南方报业. 2012年4月12日  [2012年6月24日]. （原始内容存档于2012年7月13日）.
3. 1 2 3  . 新浪. 2012年5月  [2012年6月24日]. （原始内容存档于2012年6月15日）.
4. 1 2 3  . 《商界》杂志. 2011年5月5日  [2012年6月27日]. （原始内容存档于2013年2月7日）.
5. ↑  . 文匯報. 2004年11月29日  [2012年6月27日]. （原始内容存档于2012年8月23日）.
6. 1 2 3  . 王一点 (南方人物周刊和网易). 5 June 2012  [2012年6月24日]. （原始内容存档于2012年6月13日）.
7. ↑  翟秀艳. . 南方日报 (新华网). 2005年5月17日  [2012年6月24日]. （原始内容存档于2014年1月6日）.
8. ↑  . 和讯、青岛财经日报. 2011年4月8日  [2012年6月24日]. （原始内容存档于2014年1月9日）.
9. ↑  .   [2014-10-11]. （原始内容存档于2007-04-29）.
10. ↑  专家称“王老吉不应步健力宝后尘” （页面存档备份，存于）
11. ↑  . 新快报. 2010年10月25日  [2012年6月24日]. （原始内容存档于2014年1月9日）.
12. ↑  . 南方都市报. 2011-04-13  [2011-04-13].[永久]
13. ↑  . HFC. 2012年6月10日  [2014年10月11日]. （原始内容存档于2014年10月17日）.
14. ↑  . 京华时报 (新华网). 2008-06-25  [2012-08-24]. （原始内容存档于2008-07-08）.
15. 1 2  . 南方日报. 2012-06-19  [2012-08-24]. （原始内容存档于2014-01-09）.
16. ↑  . 广药网. 2012年6月3日  [2012年6月24日]. （原始内容存档于2012年6月30日）.
17. ↑  . 华夏时报. 2012-08-08  [2012-08-21]. （原始内容存档于2012-08-14）.
18. ↑  . 财经网. 2012-06-13  [2012-09-03]. （原始内容存档于2012-09-02）.
19. ↑  . 法制日报. 2012-09-04  [2012-09-04]. （原始内容存档于2014-01-09）.
20. ↑  .   [2014-10-11]. （原始内容存档于2013-02-09）.
21. ↑  .   [2014-10-11]. （原始内容存档于2014-01-09）.
22. ↑  .   [2014-10-11]. （原始内容存档于2013-02-08）.
23. ↑  加多宝一审被判赔偿广药１０８１万多元 （页面存档备份，存于），亚太日报，2013年12月23日
24. ↑  . 新华网. 2013-12-23  [2013-12-23]. （原始内容存档于2013-12-31）.
25. ↑  . 北京商报. 2015年5月11日  [2015年5月11日]. （原始内容存档于2015年12月23日）.
26. ↑  . 界面. 2018年6月21日  [2018年6月22日]. （原始内容存档于2018年6月21日）.
27. ↑  . finance.sina.com.cn.   [2018-08-30]. （原始内容存档于2018-08-28）.
28. ↑  . www.yicai.com.   [2018-08-30]. （原始内容存档于2018-08-30）.
29. ↑  深圳证券交易所.  (PDF). 深圳证券交易所. 2018-08-30  [2018-08-30]. （原始内容存档 (PDF)于2018-08-30）.
30. ↑  邱德坤. . 上海证券报·中国证券网. 2023-07-10  [2023-07-10]. （原始内容存档于2023-07-10）.
31. ↑  .   [2015-04-18]. （原始内容存档于2015-04-18）.
32. ↑  .   [2015-04-18]. （原始内容存档于2015-04-18）.
33. ↑  .   [2015-04-18]. （原始内容存档于2015-04-18）.
34. ↑  .   [2015-04-18]. （原始内容存档于2015-04-18）.
35. ↑  .   [2015-04-18]. （原始内容存档于2015-04-18）.
36. ↑  .   [2015-04-20]. （原始内容存档于2015-04-27）.
37. ↑  南都周刊
38. ↑  .   [2015-04-19]. （原始内容存档于2015-04-19）.
39. ↑  .   [2015-04-19]. （原始内容存档于2015-04-19）.
40. ↑  替加多宝写道歉信 有奖征集活动
41. ↑  . 新华通讯社. 2016年9月20日  [2016年9月20日]. （原始内容存档于2016年9月20日）.
42. ↑  . 中国青年网. 2016年9月20日  [2016年9月20日].

### 其他文獻
- 王老吉：根在古勞
- 王老吉夥經典字號招商-第五代傳人謀出路
- 商標註冊權三分天下（页面存档备份，存于）
- 王老吉，“防火”让自己火起来

## 外部連結
- 加多宝集团：官方網站（页面存档备份，存于）／新浪微博（页面存档备份，存于）／官方活動網站
- 台灣加多寶：官網（页面存档备份，存于）／臉書粉絲頁